# Agir (França)
Agir, la droite constructive (Agir, a direita construtiva), abreviado Agir, é um partido político da França criado em 26 de novembro de 2017. O partido situa-se no centro-direita e defende "ideias liberais, sociais, europeias, humanistas e reformistas". A maioria dos seus fundadores pertencia ao partido Os Republicanos e ao grupo parlamentar na Assembleia Nacional d'Os Construtivistas.